# Rustam Sharipov
Rustam Khalimjanovych Sharipov (en ukrainien : Рустам Халімджанович Шаріпов, Roustam Khalimdjnovytch Charipov), né le 2 juin 1971 à Douchanbé est un gymnaste ukrainien. Il a été champion olympique et champion du monde aux barres parallèles.

## Palmarès

### Jeux olympiques
- Barcelone 1992
  -  médaille d'or par équipes

- Atlanta 1996
  -  médaille d'or aux barres parallèles
  -  médaille de bronze par équipes

### Championnats du monde
- Brisbane 1994
  -  médaille d'argent aux barres parallèles

- Dortmund 1994
  -  médaille de bronze par équipes

- San Juan 1996
  -  médaille d'or aux barres parallèles

### Championnats d'Europe
- Copenhague 1996
  -  médaille d'argent par équipes
  -  médaille d'or aux barres parallèles